# Critiche di Gesù agli scribi e ai farisei
Le critiche di Gesù agli scribi e ai farisei rappresentano un episodio della vita di Gesù riferito dai Vangeli sinottici.

## Contesto evangelico
Le critiche sono riportate dopo l'entrata trionfale di Gesù a Gerusalemme, dove Gesù insegna nel Tempio. Nel Vangelo di Matteo e nel Vangelo di Luca sono rivolte sia ai Farisei che agli scribi, mentre nel Vangelo di Marco riguardano solo gli scribi.
Prima di presentare le critiche, Matteo afferma nello stesso episodio che Gesù li ha criticati per aver preso il posto d'onore ai banchetti, per aver indossato abiti ostentati, per aver incoraggiato le persone a chiamarli maestri. La stessa critica si trova anche in Luca, ma è riportata in un'altra occasione, dopo l'insegnamento del Padre nostro e l'invio in missione dei settanta discepoli.

## Le critiche
Le critiche riguardano problemi di ipocrisia e illustrano le differenze tra stati morali interni ed esterni. Gesù raffigura i Farisei come ossessionati dall'osservanza rituale esteriore delle minuzie, che li hanno fatti apparire accettabili e virtuosi all'esterno ma hanno lasciato la persona interiore non riformata.
In particolare, Gesù rimprovera ai Farisei che: 
- Insegnavano su Dio ma non amavano Dio: non entravano nel regno dei cieli, né lasciavano entrare gli altri.
- Predicavano Dio, ma convertivano le persone in religione morta, rendendo così quei convertiti due volte più figli dell'inferno di loro stessi.
- Insegnavano che un giuramento prestato sul Tempio o sull'altare non era vincolante, ma che era vincolante se prestato su un oggetto d'oro del Tempio o su un dono sacrificale posto sull'altare. L'oro e i doni, tuttavia, non erano sacri in se stessi come lo erano il Tempio e l'altare, ma avevano una misura di minore sacralità essendo collegati al Tempio o all'altare. Gli insegnanti e i farisei adoravano il tempio e offrivano sacrifici sull'altare perché sapevano che il Tempio e l'altare erano sacri. Come potevano allora negare il valore vincolante del giuramento a ciò che era veramente sacro e accordarlo a oggetti di banale e derivata sacralità?
- Insegnavano la legge, ma non praticavano alcune delle parti più importanti della legge: giustizia, misericordia, fedeltà a Dio. Obbedivano alle minuzie della legge come la decima delle spezie ma non alle questioni più pesanti della legge.
- Presentavano un'apparenza di "pulizia" (autocontrollo, non coinvolti in questioni carnali), eppure erano sporchi all'interno: ribollivano di desideri mondani nascosti, carnalità. Erano pieni di avidità e autoindulgenza.
- Si esibivano come giusti a causa di essere scrupolosi osservatori della legge, ma in realtà non erano giusti: la loro maschera di giustizia nascondeva un mondo interno segreto di pensieri e sentimenti empi. Erano pieni di malvagità. Erano come tombe imbiancate, belle all'esterno, ma piene di ossa di uomini morti.
- Professavano una grande stima per i profeti morti dei vecchi tempi, e sostenevano che non avrebbero mai perseguitato e ucciso i profeti, quando in realtà erano stati tagliati dalla stessa stoffa dei persecutori e degli assassini: anche loro avevano sangue omicida nelle vene.